# 博多ロックハリウッド
博多ロックハリウッド（はかたロックハリウッド）は、かつて福岡県博多区中洲にあったストリップ劇場。客席数30。
浅草ロック座を中心とするロック座チェーンのストリップ劇場だった。

## 歴史
2007年（平成19年）5月20日をもって閉館した。
ロックハリウッドビルは現存する。2008年（平成20年）1月、跡地に飲食店「HARE晴 ロックハリウッド」が開店した。その後「Cafe＆Bar　Dining　Eternity」に改称した。入口の「ロックハリウッド」の電飾は当時のまま残っている。

## 交通アクセス
- 福岡市営地下鉄中洲川端駅から徒歩2分。